# Municipio Carangas
Das Municipio Carangas ist ein Verwaltungsbezirk im Departamento Oruro im südamerikanischen Andenstaat Bolivien.

## Lage im Nahraum
Carangas ist das nördlichste der drei Municipios der Provinz Puerto de Mejillones. Es grenzt im Osten, Norden und Westen an die Provinz Sabaya und im Süden an das Municipio La Rivera.
Das Municipio umfasst sechzehn Ortschaften, der zentrale Ort ist die gleichnamige Ortschaft Carangas mit 34 Einwohnern (Volkszählung 2012) im südöstlichen Teil des Municipios, die größte Ortschaft ist Triandino mit 306 Einwohnern.

## Geographie
Das Klima in der Region ist semiarid, der Jahresniederschlag liegt bei nur 200 mm (siehe Klimadiagramm Sabaya). Von April bis November herrscht Trockenzeit mit Monatswerten von weniger als 10 mm Niederschlag, die Feuchtezeit im Sommer ist kurz und der Regen wenig ergiebig. Die Jahresdurchschnittstemperatur liegt bei knapp 7 °C ohne wesentliche Schwankungen im Jahresverlauf, aber mit starken Tagesschwankungen der Temperatur und häufigem Frostwechsel.
Die Vegetation in der Region entspricht der semiariden Puna. Sie ist baumlos und setzt sich vor allem aus Dornsträuchern, Gräsern, Sukkulenten und Polsterpflanzen zusammen. Sie wird wirtschaftlich als Lama-, Alpaka- und Schafweide genutzt.

## Bevölkerung
Die Einwohnerzahl des Municipios Carangas ist zwischen 1992 und 2024 auf das Siebenfache angestiegen:
| Jahr | Einwohner | Quelle       |
| ---- | --------- | ------------ |
| 1992 | 164       | Volkszählung |
| 2001 | 353       | Volkszählung |
| 2012 | 840       | Volkszählung |
| 2024 | 1130      | Volkszählung |

Die Bevölkerungsdichte des Municipios bei der letzten Volkszählung von 2024 betrug 4,6 Einwohner/km², der Anteil der städtischen Bevölkerung war 0 Prozent, die Lebenserwartung der Neugeborenen im Jahr 2001 lag bei 57,7 Jahren.
Der Alphabetisierungsgrad bei den über 19-Jährigen beträgt 96 Prozent, und zwar 99 Prozent bei Männern und 92 Prozent bei Frauen (2001).

## Politik
Ergebnis der Regionalwahlen (concejales del municipio) vom 4. April 2010:
| Wahlberechtigte |  | Stimmen | gültig |  | MAS-IPSP |
| --------------- |  | ------- | ------ |  | -------- |
| 148             |  | 116     | 97     |  | 97       |
|                 |  | 78,4 %  | 83,6 % |  | 100,0 %  |

Ergebnis der Regionalwahlen (elecciones de autoridades políticas) vom 7. März 2021:
| Wahl- berechtigte |  | Wahl- beteiligung | gültige Stimmen |  | MAS-IPSP | PP      | UN SOL PARA ORURO | BST     | MTS    |
| ----------------- |  | ----------------- | --------------- |  | -------- | ------- | ----------------- | ------- | ------ |
| 209               |  | 192               | 173             |  | 70       | 58      | 21                | 18      | 3      |
|                   |  | 91,87 %           | 90,10 %         |  | 40,46 %  | 33,53 % | 12,14 %           | 10,40 % | 1,73 % |

## Gliederung
Das Municipio ist, im Gegensatz zu den meisten Municipios Boliviens, wegen seiner geringen Größe und der geringen Besiedlungsdichte nicht weiter in Kantone (cantones) oder subcantones unterteilt.

## Ortschaften im Municipio Carangas
- Triandino 306 Einw. – Carangas 34 Einw.